# Distretto di Lavaux-Oron
Il distretto di Lavaux-Oron è un distretto del Canton Vaud, in Svizzera. Il capoluogo è Bourg-en-Lavaux.
È stato creato nel 2008 dai comuni del precedente distretto di Lavaux e di alcuni comuni dei distretti di Oron e Losanna.

## Comuni
| Comune               |
| -------------------- |
| Belmont-sur-Lausanne |
| Bourg-en-Lavaux      |
| Chexbres             |
| Forel                |
| Jorat-Mézières       |
| Lutry                |
| Maracon              |
| Montpreveyres        |
| Oron                 |
| Paudex               |
| Puidoux              |
| Pully                |
| Rivaz                |
| Saint-Saphorin       |
| Savigny              |
| Servion              |
| Totale : 16          |

## Fusioni
- 2011: Cully, Epesses, Grandvaux, Riex, Villette → Bourg-en-Lavaux
- 2012: Bussigny-sur-Oron, Châtillens, Chesalles-sur-Oron, Ecoteaux, Les Tavernes, Les Thioleyres, Oron-la-Ville, Oron-le-Châtel, Palézieux, Vuibroye → Oron
- 2012: Les Cullayes, Servion → Servion
- 2016: Carrouge (distretto della Broye-Vully), Ferlens, Mézières → Jorat-Mézières
- 2012: Essertes, Oron → Oron